# آندرز (ایلینوی)
آندرز (به انگلیسی: Andres) یک منطقهٔ مسکونی در ایالات متحده آمریکا است که در ایلینوی واقع شده‌است.